# Marcus Jahn
Marcus Jahn (* 26. März 1986 in Luckenwalde) ist ein ehemaliger deutscher Fußballspieler und heutiger -trainer. Als Trainer erreichte er mit der U19-Mannschaft des ungarischen Fußballverbandes die Qualifikation zur Eliterunde der U19-Europameisterschaft 2018 in Finnland. Aktuell ist er als Cheftrainer der U19-Junioren im Nachwuchsleistungszentrum des MSV Duisburg.

## Karriere

### Als Spieler
Marcus Jahn begann seine Laufbahn 1992 beim FSV Luckenwalde. Beim brandenburgischen Regionalligisten durchlief er in den Jahren 1992 bis Dezember 1998 sämtliche Nachwuchsmannschaften, ehe im Januar 1999 zu Energie Cottbus ins Nachwuchszentrum wechselte. Dort spielte er in der B-Junioren- und A-Junioren-Bundesliga. Im Zeitraum von 2000 bis 2003 war er festes Mitglied im B-Kader der Junioren-Nationalmannschaften und gehörte zum erweiterten A-Kader von der U16 bis zur U18.
In der Saison 2006/07 war Marcus Jahn Teil der Mannschaft des 1. FSV Mainz 05 II und bestritt dort in der Oberliga Südwest zehn Pflichtspiele. Er trainierte zeitweise mit den Profis unter Jürgen Klopp. In den Spielzeiten 2007/08 bis 2009/10 spielte er beim TV Hardheim 1895, dem SV Wiesbaden, bei Fortuna Mombach sowie beim 1. FC Eschborn. Auslandserfahrung sammelte Jahn im Jahr 2010 beim namibischen SK Windhoek, für den er in zehn Spielen in der Namibia Premier League sowie in fünf weiteren im NFA-Cup zum Einsatz kam. Parallel dazu war er Lehrer an der internationalen Delta Primary School in Windhoek.

### Als Trainer
Marcus Jahn nutzte bereits die Zugehörigkeit zur Junioren-Nationalmannschaft für mehrere DFB-Lehrgänge im In- und Ausland.
Für die U19 des FSV Frankfurt war er von 2010 bis 2012 mit seinem Kollegen Engelbert Klag für die U19 verantwortlich sowie als Cheftrainer der U17. In dieser Zeit war er Assistent des Leiters des Nachwuchsleistungszentrums und des Geschäftsführers Sport. Er entwickelte Trainingshandbücher und führte eine Datenbank für Trainings- und Spieldokumentation ein.
Bei Dynamo Dresden trainierte er 2012 und 2014 die U17. Mit dieser gelang Jahn der Aufstieg in die A-Junioren-Bundesliga. Gleichzeitig war er Leiter des dortigen Nachwuchsleistungszentrums. Er begleitete den DFLB-Zertifizierungsprozess, bei dem die Dynamo-Nachwuchsakademie die maximale Anzahl von drei Sternen erreichte. Er fungierte als Ansprechpartner für die Deutsche Fußball Liga (DFL), den Deutschen Fußball-Bund (DFB) sowie dem Sächsischen Fußball-Verband.
Mit seinem Wechsel zur SSV Jahn Regensburg im Jahr 2014 stieg Marcus Jahn als Co-Trainer in den Trainings- und Spielbetrieb der 3. Liga ein. Er unterstützte die Cheftrainer Alexander Schmidt und Christian Brand in ihren Amtszeiten. Auch hier zeichnete er für den Nachwuchs verantwortlich, betreute den Lizenzierungsprozess der Jahnschmiede zum anerkannten Nachwuchsleistungszentrum und arbeitete als Koordinator der U16 bis U23.
Beim FC Rot-Weiß Erfurt arbeitete er ab 2015 als Cheftrainer der U19. Auch in dieser Station leitete er das Nachwuchsleistungszentrum und betreute den Nachzertifizierungsprozess, plante den Kader der U16 bis U23 und erarbeitete infrastrukturelle Konzeptionen.
Mit dem Wechsel zum FSV Zwickau 2016 übernahm er das Amt des Cheftrainers der U19. Hier erstellte er die ganzheitliche Sportkonzeption und war für den Lizenzierungsprozess des Nachwuchsleistungszentrums nach DFB- und DFL-Vorgaben verantwortlich.
Im Februar 2017 wurde er zum U19-Nationaltrainer des ungarischen Fußballverbandes berufen. Dort übernahm Jahn auch die Funktion als Interims-Cheftrainer der U21-Nationalmannschaft. Als Cheftrainer der U18-/U19-Nationalmannschaft nahm er mit seiner Mannschaft regelmäßig an internationalen Turnieren und Länderspielen teil. Im Mai 2017 gewann er mit der U19 den Panda-Cup im chinesischen Chengdu, wo er sich gegen die Teams aus der Slowakei, China und Iran durchsetzte. Er war von Mai bis Juni 2017 Mitglied im Scoutingteam beim U14-Sichtungsturnier zur Rekrutierung und Kaderzusammenstellung der U15-Nationalmannschaft sowie Co-Trainer der U16-Nationalmannschaft beim Vier-Nationen-Turnier in Belgien. Zuletzt konnte er sich mit der ungarischen U19-Nationalmannschaft für die Eliterunde der UEFA-Europameisterschaft qualifizieren.
Ab Januar 2018 fungierte Marcus Jahn als Cheftrainer der U21-Junioren des chinesischen Erstligisten Beijing Guoan in der Youth Chinese Super League unter dem deutschen Cheftrainer der Profimannschaft Roger Schmidt.
Ab Januar 2019 arbeite Marcus Jahn für die internationale Sportberatungsagentur Ballympics GmbH als Fußballspezialist im Auftrag des asiatischen Kontinentalverbandes Asian Football Confederation für das Department Klublizenzierung und internationale Wettbewerbe. Dabei stellte der Schwerpunkt seines Aufgabenbereiches als Auditor die aktive Durchführung der Vereinslizenzierungen in den Ländern für die Berechtigungen an den Klubwettbewerben der AFC Champions League und des AFC Asian Cup dar.
Beim Chemnitzer FC arbeitete er von März 2020 bis August 2023 als Leiter des Nachwuchsleistungszentrums. Während des damaligen Insolvenzverfahrens des e. V. lag das Hauptaugenmerk im ersten Teil seiner Amtszeit darin, den existenzbedrohten Status des nach DFB-Vorgaben ankannten Nachwuchsleistungszentrums inhaltlich, strukturell und wirtschaftlich nachhaltig zu sichern. Nach der erfolgreichen Beendigung des Insolvenzverfahrens im März 2021. Eine positive Weiterentwicklung des Vereins im Nachwuchsbereich war durch die erfolgreiche jährliche Lizenzierung als Nachwuchsleistungszentrum 2021 bis 2023 sowie durch die Vize-Meisterschaft der U17-Mannschaft in der B-Junioren-Bundesliga Staffel Nord/Nordost in der Saison 2022/23 deutlich sichtbar.
Seit Januar 2024 ist Marcus Jahn Cheftrainer der U19-Junioren des MSV Duisburg. Am Ende der Saison 2023/24 qualifizierte er sich mit den A-Junioren für die reformierte DFB-Nachwuchsliga.

## Ausbildung
Marcus Jahn legte an der Lausitzer Sportschule Cottbus 2005 sein Sportabitur ab. An der Johannes Gutenberg-Universität Mainz machte er 2012 sein Diplom als Sportwissenschaftler mit dem Schwerpunkt Leistungssport. Die UEFA-Pro-Lizenz erhielt er 2015 nach der Fußball-Lehrer-Ausbildung an der Sportschule Hennef. Im Rahmen dieser Ausbildung erhielt er von Juni 2014 bis März 2015 ein Stipendium der „Helmut-Kalthoff-Stiftung“. Von 2018 bis Ende des Jahres 2023 war er als Lehrbeauftragter und Dozent in der Sportwissenschaft, im Fußballmanagement sowie in der (Sport-)Psychologie an bundesweiten Hochschulen tätig. Als Mitglied im Prüfungsausschuss war er mitverantwortlich für die Betreuung von Bachelor- und Masterabschlüssen.
Er ist Mitglied in der Deutschen Vereinigung für Sportwissenschaft e. V. (DVS). Für das Zertifikatsstudium zum Sportmanager erhielt er von der Deutschen Akademie für Management ein Stipendium. Im Mai 2023 schloss Marcus Jahn, nach Erhalt eines Stipendiums, die Ausbildung zum Agile Sports Coach am Exponential Sports Innovation Institute erfolgreich ab.